# Vodní nádrž Džbán
Džbán (vodní nádrž Džbán) je přehradní nádrž v severozápadní části Prahy, v katastru Vokovice v městské části Praha 6. Je dlouhá 0,8 km. Je to druhé největší přírodní koupaliště v Praze po Hostivařské přehradě. Přehrada má rozlohu 13 ha. Její maximální hloubka je 7,5 m a objem nádrže je 302 000 m³. Byla vybudována v letech 1966–1971.

## Hráz

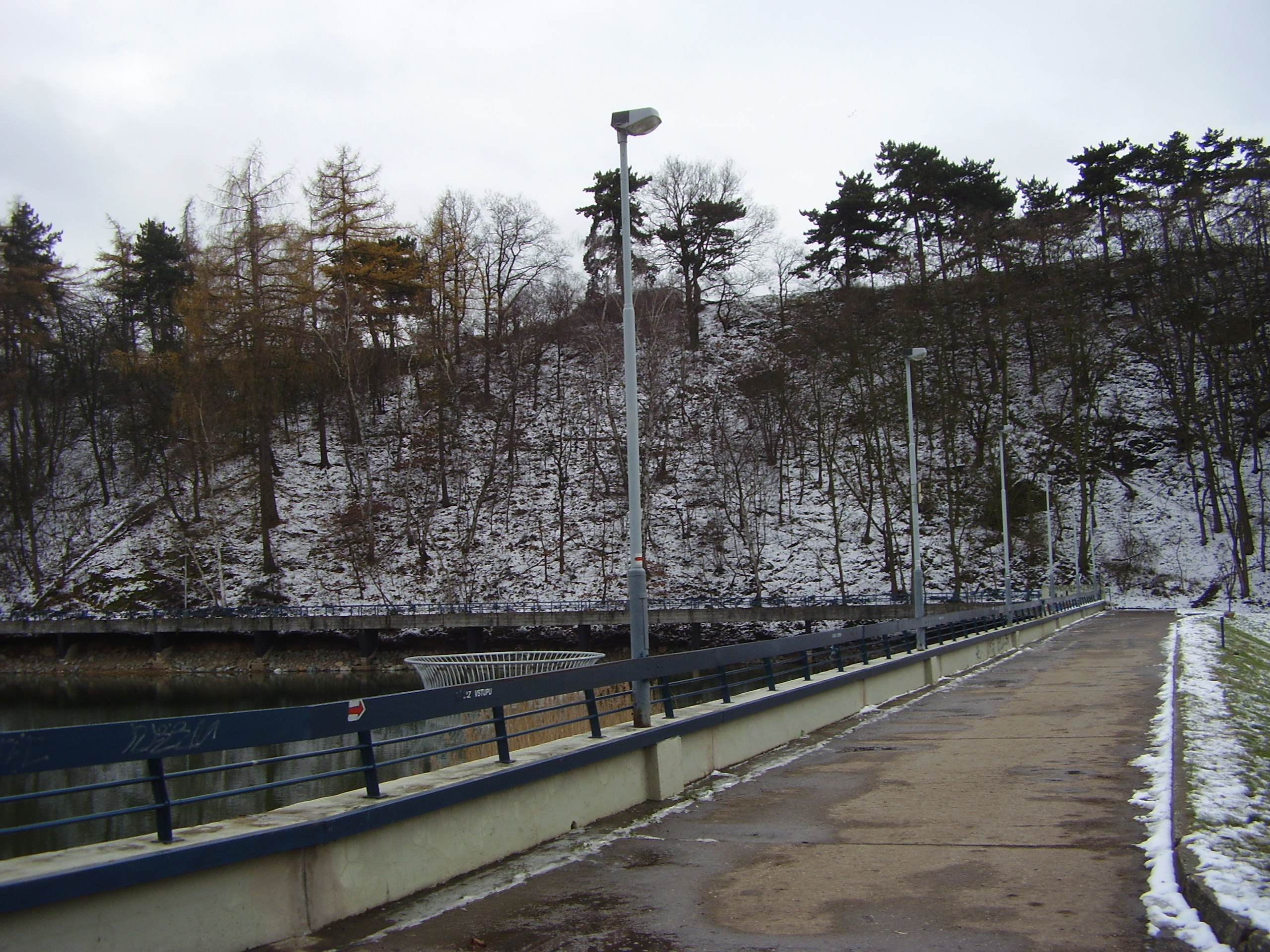
Hráz nádrže

Hráz je vysoká 8,5 m a její délka je 75 m.

## Vodní režim
Vodní dílo bylo vybudováno na Šáreckém potoce, který se ovšem nad nádrží nazývá Litovický. Průměrný průtok potoka přehradou je 0,104 m³/s.

## Využití
Vodní nádrž se využívá především ke koupání a rybaření. V zimě se na Džbánu bruslí. Rekreační funkce byla také hlavním důvodem výstavby vodního díla. Dalším vítaným efektem přehrazení potoka však bylo i zmírnění povodní na Litovicko-Šáreckém potoce.
V roce 2008 došlo k celkovým úpravám vodní nádrže. Kromě odbahnění byla opravena hráz a veškeré technické prvky (stavidlo, odpadní štola, aj.). Při levém břehu rovněž vznikla mělčina, určená pro mokřadní vegetaci, která slouží jako úkryt a hnízdiště vodních ptáků.